# Куно фон Щойбен
Куно Арнд фон Щойбен (на немски: Kuno Arndt von Steuben) (9 април 1854 – 14 януари 1935) е пруски офицер от германската имперска армия, генерал от пехотата, участвал в сражения на Западния фронт и Балканите по време на Първата световна война.

## Биография

### Произход
Фон Щойбен произлиза от благородническо семейство със стари традиции, чийто виден представител е Фридрих Вилхелм фон Щойбен (1730 – 1794). Той е най-старият син от осемте деца на саксонския капитан, а по-късно пруски генерал-майор, Готлиб Арнт фон Щойбен (1826 – 1900) и съпругата му Жули Антоанет.
Куно е роден на 9 април 1855 г. в град Айзенах, където живее и завършва гимназиалното си училищно обучение.

## Военна кариера
През 1868 г., когато е на 13 години, фон Щойбен постъпва за обучение в кадетския корпус Ораниенщайн, а на 1 май 1871 г. – в пруския Главен кадетски корпус в Берлин. На 23 април 1874 г. постъпва на първото си назначение в 39-и фусилиерски полк, където само след едногодишен престой става батальонен адютант. От 1883 до 1886 година се обучава в Пруската военна академия, завършвайки я с чин капитан, след което е назначен на служба в Генералния щаб на германската армия. Фон Щойбен бързо доказва качествата си с работата си по щабовете на различни части, когато на 29 март 1892 г. е назначен за командир на рота в пехотния полк „Барон Хилер фон Гертинген“ (4. Позенски) Nr. 5. На този пост той остава малко повече от година, след което продължава работата си като щабен офицер – първо в щаба на IX армейски корпус в Алтона от 1893 г., а след това отново в Генералния щаб на армията от 1896 г. Още по времето на службата си в Алтона е повишен в чин майор на 18 октомври 1894. През 1899 г. поема командването на 1-ви Насауски пехотен полк Nr. 87 в Майнц.
Добитият богат опит като щабен офицер позволява на фон Щойбен да започне, от 14 септември 1900 г., да преподава като инструктор в Пруската военна академия. Две години по-късно е повишен в подполковник и за първи път оглавява отдел в Генералния щаб на германската армия за няколко месеца, след което е назначен за началник-щаба на VIII армейски корпус. Издигането му в кариерата продължава бързо, като през 1903 г. той е достига чин полковник. Работата му в Генералния щаб е оценена високо от колегите му включително от самия началник на щаба граф Алфред фон Шлифен, който се изказва ласкаво за професионалните качества на фон Щойбен.
На 27 януари 1908 г. Щойбен е повишен в генерал-майор, скоро след което получава поста на заместник началник на Германския генерален щаб. Новият му пост го прави един от най-близките и доверени хора на наследника на Шлифен генерал Хелмут фон Молтке. През 1911 г. следва ново повишение в чин генерал-лейтенант и поемане поста на командир на 36-а пехотна дивизия, а две години по-късно фон Щойбен става директор на Пруската военна академия.

## Първа световна война
След обявяването на мобилизацията на германската армия фон Щойбен е назначен за командир на XVIII резервен корпус, който влиза в състава на 4-та армия на херцог Албрехт, и скоро след това е повишен в чин генерал от пехотата. Начело на този корпус фон Щойбен допринася за победата при Ньофшато на 22 и 23 август като част от голямото немско настъпление през Ардените. Въпреки първоначалните победи поражението в битката на река Марна слага край на германското настъпление към Париж. В следващите месеци бойните действия на Западният фронт деградират до окопна война. След установяването на статичния фронт и прегрупирането на немските войски фон Щойбен и неговият корпус са подчинени на 5-а армия, командвана от кронпринца Вилхелм и са натоварени със задачата да крепят фланга на армията в Шампан. Именно тук генералът се отличава с действията си по време на втората битка в Шампан от 25 септември до 6 ноември 1915 г. За бойните си заслуги още на 13 октомври същата година е награден с орден Pour le Mérite. През 1916 година фон Щойбен и войските му участват в тежкото сражение за Вердюн.
В края на пролетта на 1917 г. генерал фон Щойбен напуска XVIII резервен корпус, който командва в продължение на близо три години, за да замени генерал Арнолд фон Винклер като командващ 11-а армия на Македонския фронт. Тук той е под прякото командване на началника на групата армии „Шолц“ генерал Фридрих фон Шолц, който оценява високо способността на своя подчинен да съдейства за укрепяване тежкото положение на австрийските съюзници на запад от Охридското езеро през септември и най-вече да спечели доверието на българските си съюзници с доброжелателното си поведение и обноски.
Генерал Щойбен командва 11-а армия и по време на септемврийското съюзническо настъпление на Македонския фронт, което започва с тежкото и оказало се решаващо поражение при Добро поле. Въпреки положените усилия генералът не успява да спре отстъплението на неразбитата част от войските си и загубата на редица стратегически позиции и населени места, което довежда и до капитулацията на България на 29 септември. След тази дата фон Щойбен се оказва в още по-тежко положение и е практически лишен от пехотната част на армията си. Пристигащите австрийски и германски подкрепления му помагат да изгради към 15 октомври една сила от шест слаби дивизии, състоящи се от 33200 пушки, 620 саби и 356 оръдия в 61,5 батальона, 7 ескадрона и 81 батареи.. С тези сили и изправен пред значително превъзхождащ го противник, фон Щойбен има възможност единствено да продължи отстъплението с бой, докато в самия край на войната войските не се прехвърлят на север от Дунав в Унгария. Генералът и армията му успяват да напуснат Унгария, като избягват интерниране.
На 31 януари 1919 г. Куно фон Щойбен приключва активната си служба и преминава в резерва.
След смъртта си на 14 януари 1935 г. той е погребан в Инвалиденфридхоф в Берлин.

## Семейство и роднини
Фон Щойбен се оженва на 27 септември 1879 г. за Марта Везенер, която е дъщеря на батальонния му командир, по това време, полковник Кристиан Везенер. Със съпругата си имат едно дете – син на име Арнт (1881 – 1940), който следва стъпките на баща си във военната кариера и се издига до подполковник и щабен офицер.
Тримата му по-малки братя Бернт (1856 – 1930), Ернст (1871 – 1938) и Антон (1858 – 1928) също избират военната кариера и достигат съответно до чинове полковник, подполковник и генерал-майор.

## Награди
- Германски орден „Железен кръст“
- Германски орден „Pour le Mérite“ (13 октомври 1915 г.)